# چارلز مک‌گرا
چارلز مک‌گرا (انگلیسی: Charles McGraw; ۱۰ مهٔ ۱۹۱۴ – ۳۰ ژوئیهٔ ۱۹۸۰) یک هنرپیشه اهل ایالات متحده آمریکا بود.
از فیلم‌ها یا برنامه‌های تلویزیونی که وی در آن نقش داشته‌است می‌توان به جانی تفنگش را برداشت، اسپارتاکوس، پرندگان، آدمکش‌ها، پسری با سگش، در کمال خونسردی، خون در ماه و عصر وحشت اشاره کرد.